# Greg Ion
Gregory Stewart Ion (Vancouver, 12 marzo 1963) è un ex calciatore canadese, di ruolo centrocampista.

## Carriera

### Nazionale
Ha partecipato, con la rappresentativa canadese alla fase finale del campionato del mondo 1986.